# SSV Dillenburg

Logo

Der SSV Dillenburg ist ein 1911 gegründeter Sportverein aus dem hessischen Dillenburg.

## Geschichte
Der erste Dillenburger Fußballverein wurde bereits 1906 gegründet und auf den Namen „Dillenburger Fußballclub 1906“ getauft. Nach einer Aufspaltung des Vereins entstand 1911 der heutige SSV Dillenburg. Der älteste Fußballclub des Fußballkreises Dillenburg hatte damals aber nicht nur Fußball zu bieten, sondern meldete 1924 auch eine Hockey-Mannschaft an, die jedoch schon bald den Spielbetrieb wieder aufgab. Vor dem Zweiten Weltkrieg kam sogar noch eine Schützenabteilung hinzu. Zudem pflegte der SSV über drei Jahrzehnte auch eine Leichtathletikabteilung, die in dieser Zeit sogar beachtliche Erfolge erzielte. Letztlich blieb aber nur noch die Fußballabteilung des SSV Dillenburg übrig.

## Die größten Erfolge
Sportlich erfolgreich waren die Fußballer vor allem in den 1970er Jahren, als die erste Mannschaft des SSV zu Hessens stärksten Teams gehörte.

### Gruppenligameister und Aufstieg

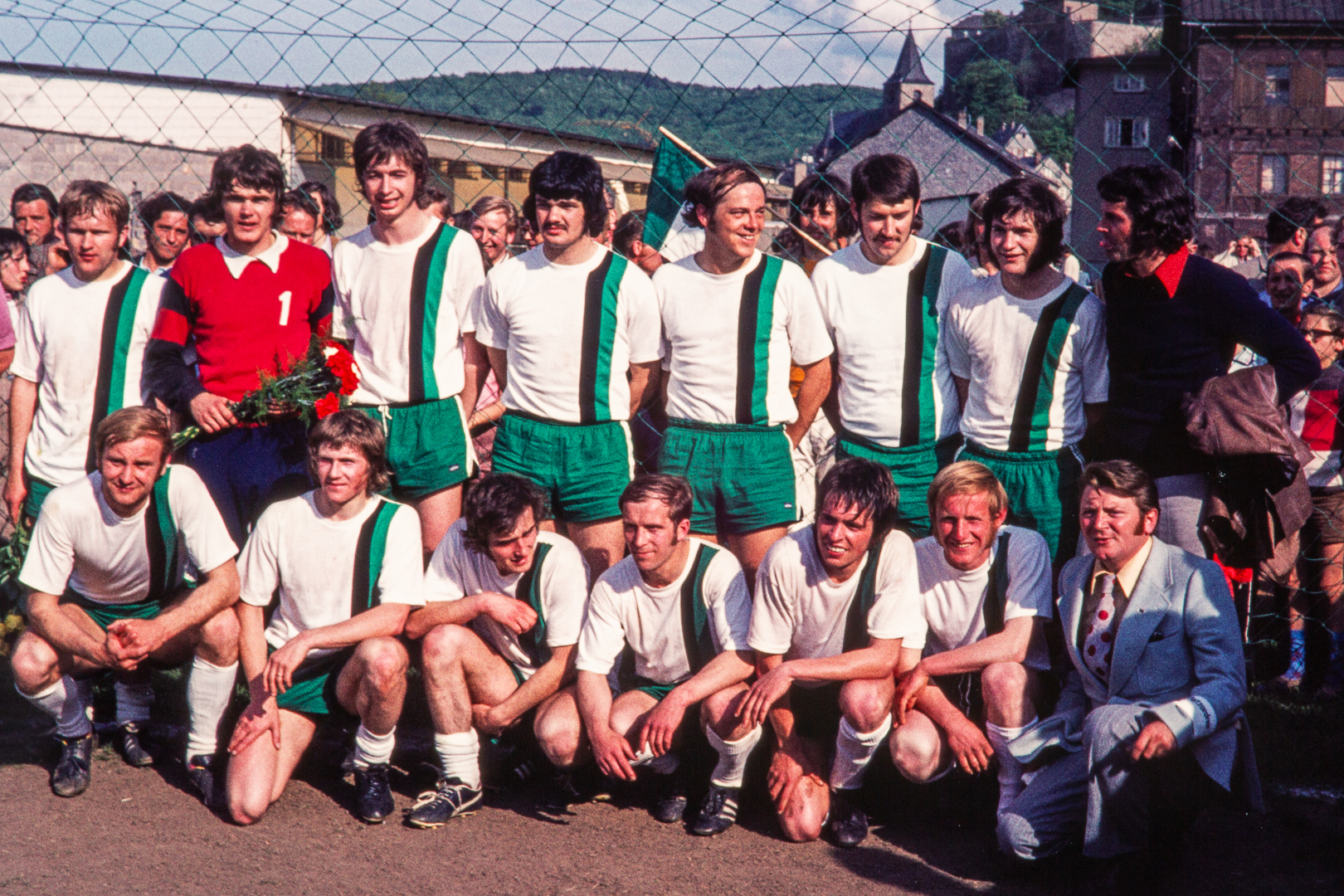
Der SSV Dillenburg wird 1973 Gruppenligameister und steigt in die Hessenliga auf

1973 – Am letzten Spieltag der Saison 1972/73 errang der SSV Dillenburg vor 7.000 Zuschauern mit einem dramatischen 4:3-Sieg über die SG Rödelheim die Meisterschaft in der damaligen Gruppenliga Mitte und stieg somit in die Hessenliga auf.

### Hessenliga
Gute fußballerische Leistungen gab es für die Zuschauer in Dillenburg zu sehen, als der SSV acht Spielzeiten hintereinander in der Hessenliga agierte. Die Tabelle zeigt die Platzierungen bis zum Abstieg in Saison 1980/81.
| Liga - Saison                   | Platz | Spiele | Tore  | Punkte |
| ------------------------------- | ----- | ------ | ----- | ------ |
| Hessenliga 1973/74              | 12.   | 34     | 49:56 | 33.35  |
| Hessenliga 1974/75              | 10.   | 36     | 56:71 | 29:43  |
| Hessenliga 1975/76              | 9.    | 34     | 60:43 | 34:34  |
| Hessenliga 1976/77              | 2.    | 34     | 89:38 | 53:15  |
| Hessenliga 1977/78              | 7.    | 34     | 45:38 | 37:31  |
| Fußball-Oberliga Hessen 1978/79 | 6.    | 34     | 63:52 | 36:32  |
| Fußball-Oberliga Hessen 1979/80 | 6.    | 34     | 61:47 | 40:28  |
| Fußball-Oberliga Hessen 1980/81 | 16.   | 34     | 37:48 | 27:41  |

### Hessenpokal
1976 wurde der SSV Dillenburg Sieger im Hessenpokal mit einem 4:0 gegen den SV Wiesbaden.

### Deutsche Fußball-Amateurmeisterschaft
Bei der deutschen Fußball-Amateurmeisterschaft 1977 kam der SSV nach einem 3:1 und 2:2 gegen den 1. FC Köln (Amateure) eine Runde weiter, scheiterte jedoch im Viertelfinale zweimal mit 1:3 am ATS Kulmbach 1861.

### DFB-Pokal
Dreimal nahm der SSV Dillenburg am DFB-Pokal teil:
- Im DFB-Pokal 1976/77 gab es eine 1:3-Niederlage in Runde 1 gegen die Amateure des FC Bayern München.
- Im DFB-Pokal 1978/79 gab es eine 2:4-Niederlage in Runde 1 gegen den FSV Frankfurt.
- Im DFB-Pokal 1981/82 gab es eine 2:7-Niederlage in Runde 1 gegen Borussia Mönchengladbach.

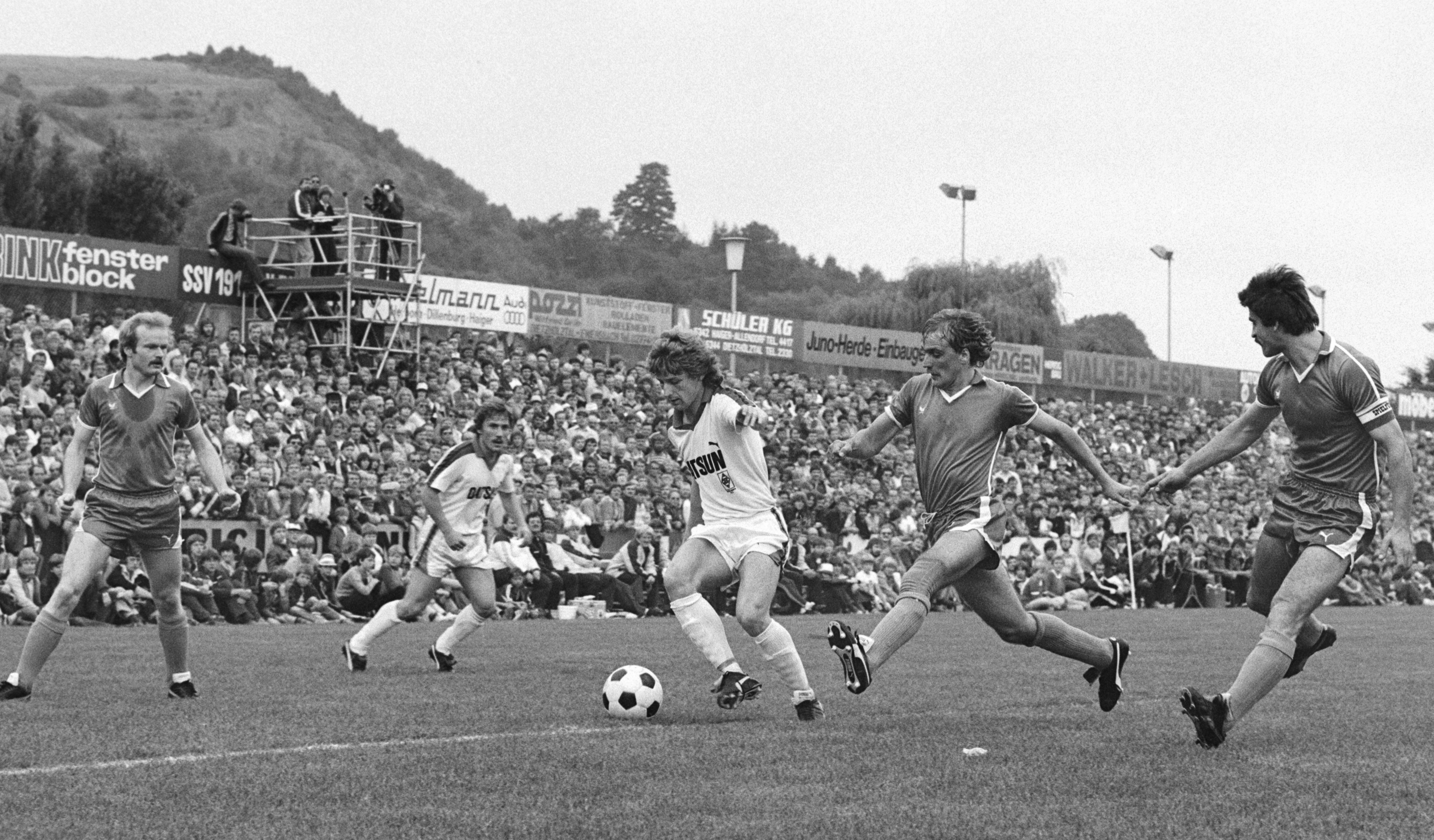
DFB-Pokal 1981/82: Vor 10.000 Zuschauern setzt sich der 5-fache Torschütze Frank Mill gegen die Dillenburger Abwehr durch
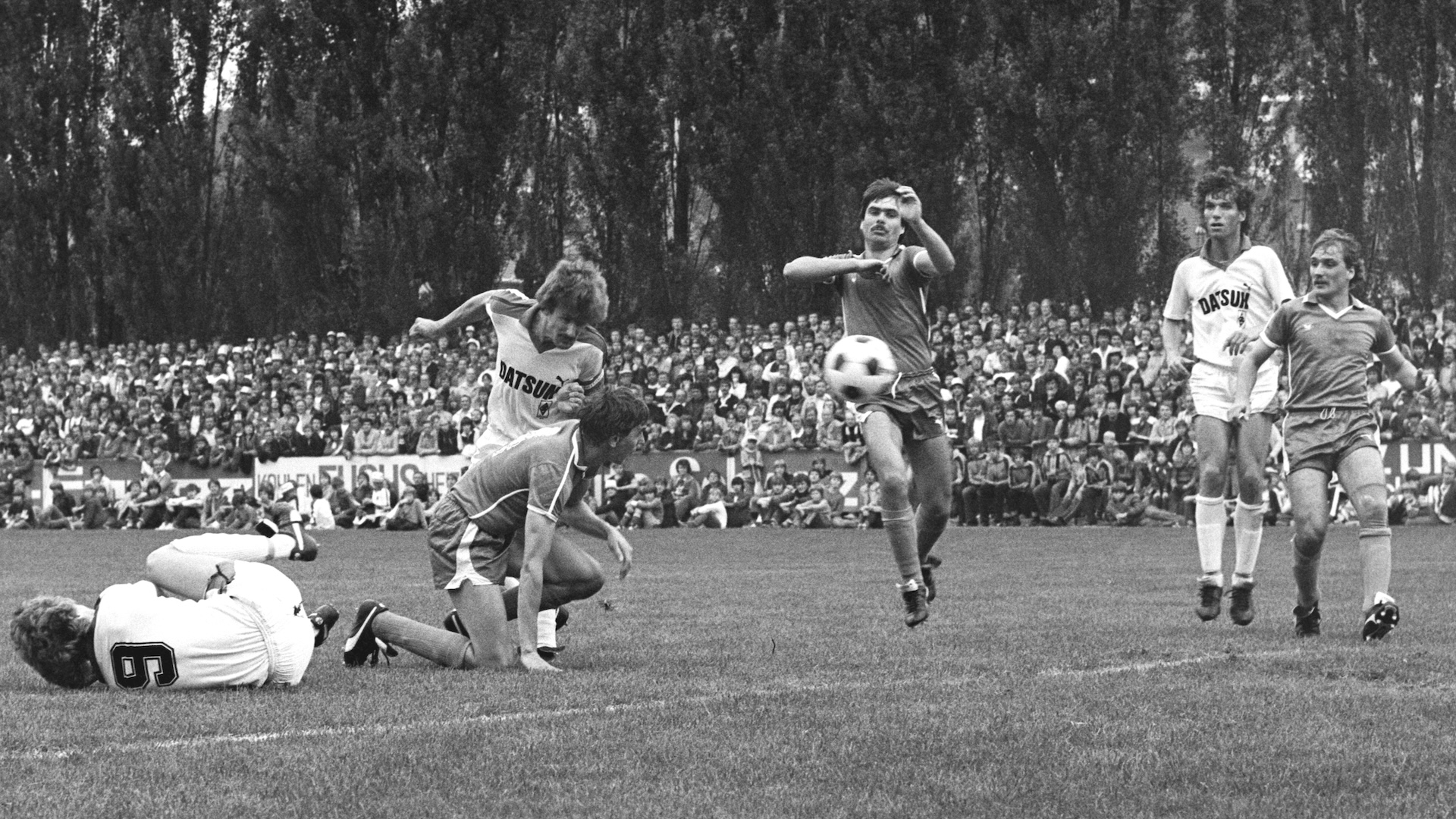
DFB-Pokal 1981/82: 1:0 für Borussia Mönchengladbach durch den Kopfball von Wilfried Hannes
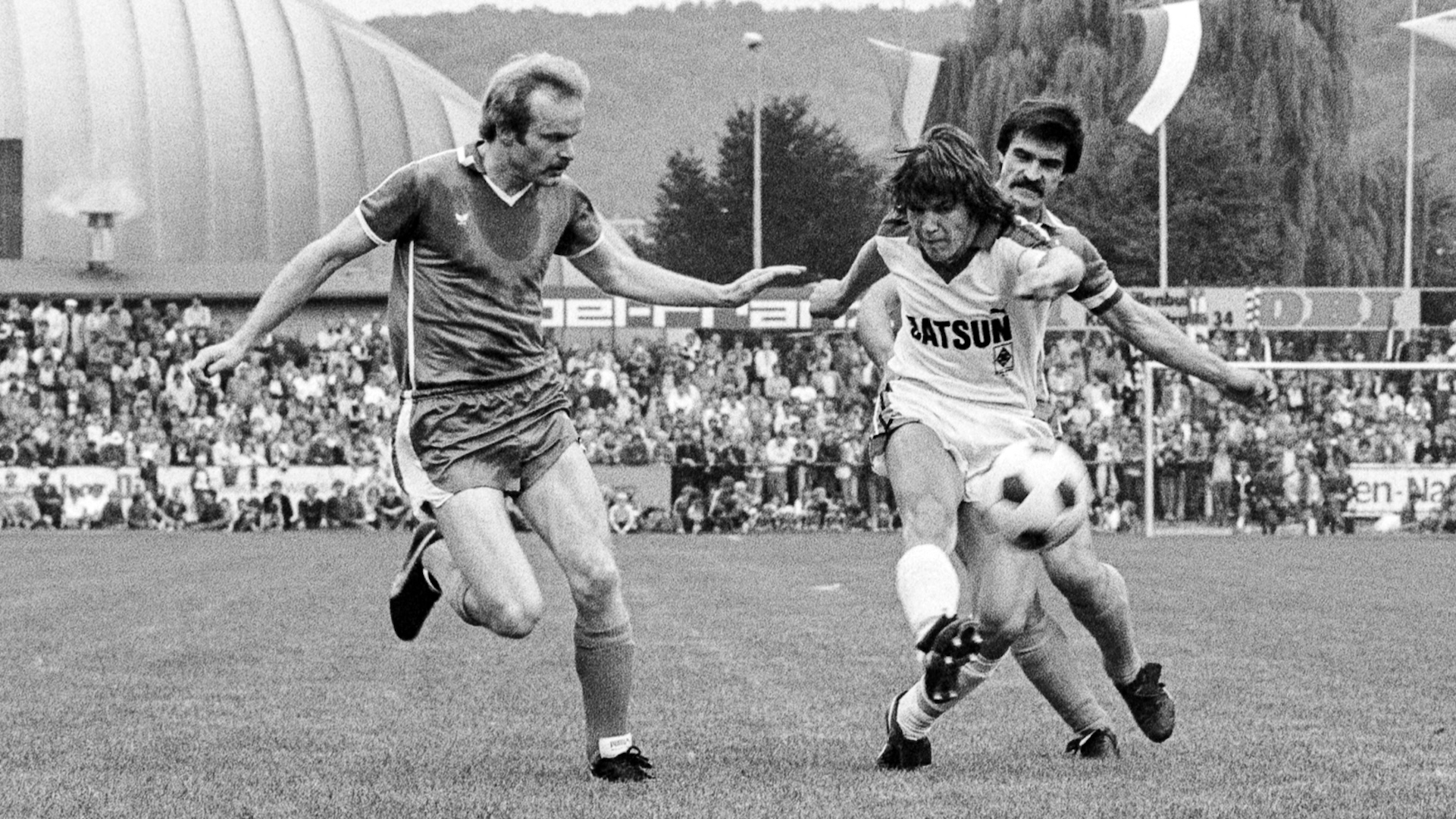
DFB-Pokal 1981/82: Lothar Matthäus scheitert mit seinem Torschuss, die Dillenburger Triesch (l.) und Perkovic kommen zu spät.
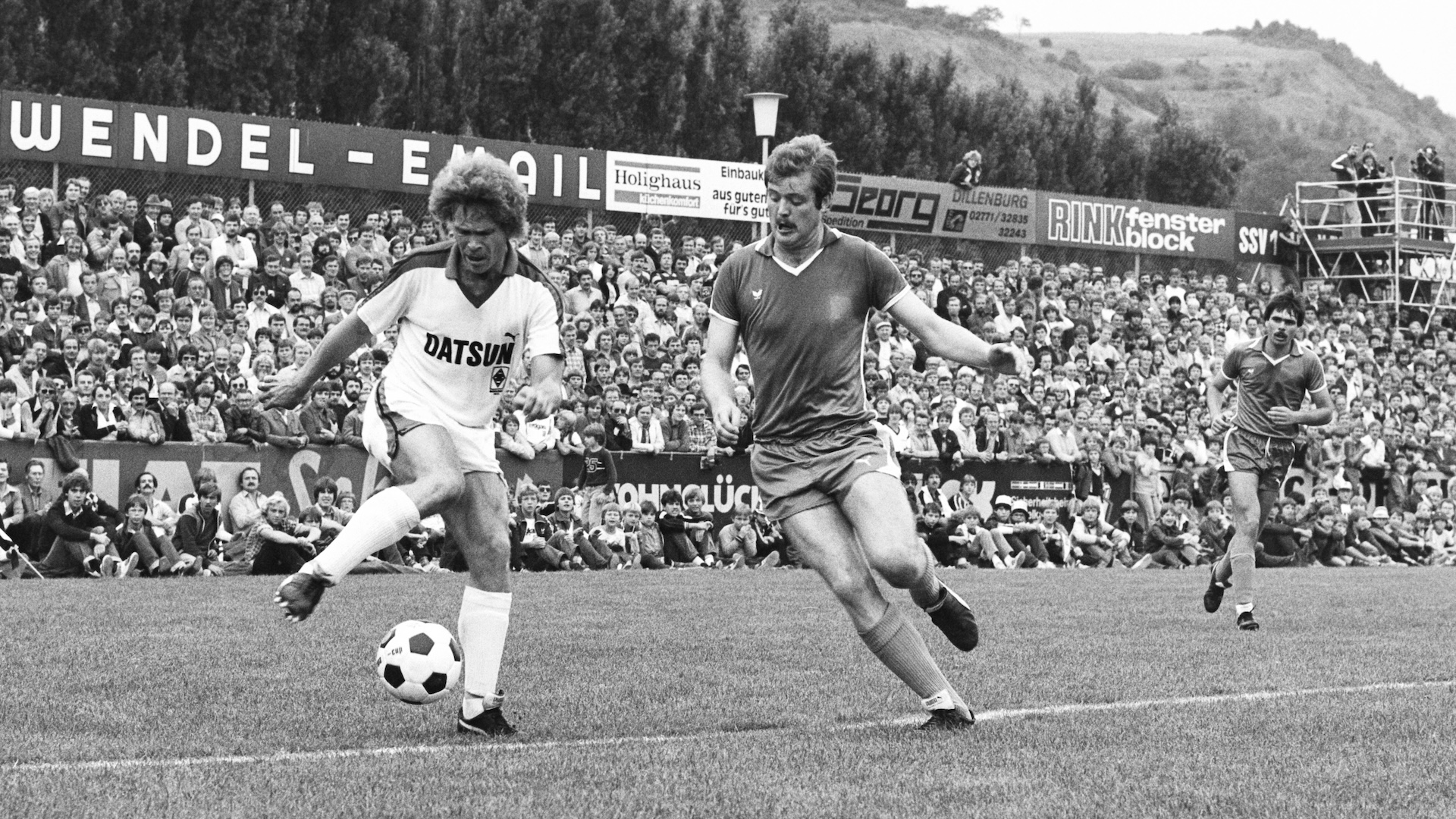
DFB-Pokal 1981/82: Norbert Ringels bleibt Zweikampfsieger gegen den Dillenburger Roland Wieth
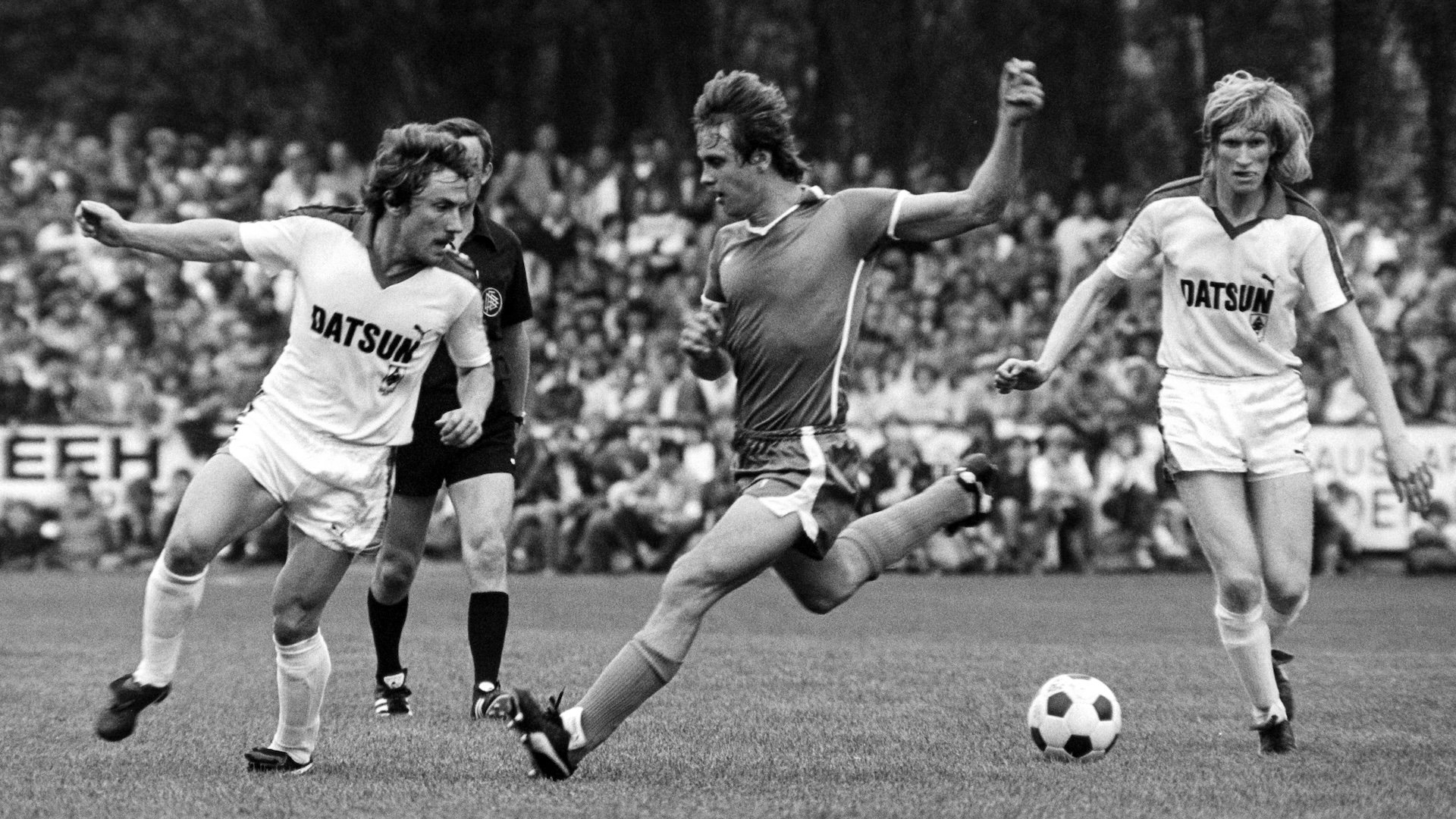
DFB-Pokal 1981/82: Wolfram Wuttke (l.) bleibt Sieger gegen den Dillenburger Klaus Wabulat, rechts Uwe Rahn

### Auf- und Abstiege
- In der Spielzeit 1980/81 stieg der SSV nach einer enttäuschenden Saison aus der höchsten hessischen Spielklasse in die Landesliga ab.
- Von 1981 bis 1993 spielte Dillenburg ununterbrochen 12 Jahre in der Landesliga, wobei in Saison 1989/90 und 1990/91 mit jeweils Platz 2 der mögliche Wiederaufstieg in die Oberliga Hessen nur knapp verpasste wurde; eine Relegation gab es damals noch nicht.
- Nach einem 12. Platz in der Saison 1992/93 zog der Verein aufgrund finanzieller Probleme seine erste Mannschaft freiwillig aus der Landesliga zurück und startete 1993/94 mit einer neu formierten Mannschaft in der Bezirksliga. Doch am Ende der Saison stieg diese Mannschaft direkt in die Kreisliga A ab.
- In der Saison 1995/96 gelang der Wiederaufstieg in die Bezirksliga und der SSV zählte von Beginn an zu den Spitzenmannschaften.
- 2001 (im 90sten Jubiläumsjahr) wurde der SSV Dillenburg Bezirksliga-Meister und stieg in die Bezirksoberliga (heutige Gruppenliga) auf. Die Liga konnte zwar 11 Jahre gehalten werden, jedoch mit nur mittelmäßigen Erfolgen.
- In 2012 erfolgte der Abstieg in die damalige Kreisoberliga und in den darauffolgenden Jahren gab es mit je drei Auf- und Abstiegen ein sportliches Hin und Her zwischen Kreisliga A und B.
- In der Saison 2023/24 steigt der SSV Dillenburg als Vorletzter erneut in die Kreisliga B ab.
- In der Saison 2024/25 beendet der SSV Dillenburg die Kreisliga B als Drittplatzierter.

## Persönlichkeiten in den 1970er Jahren

### Trainer
- Werner Rarrasch (1971–1972)

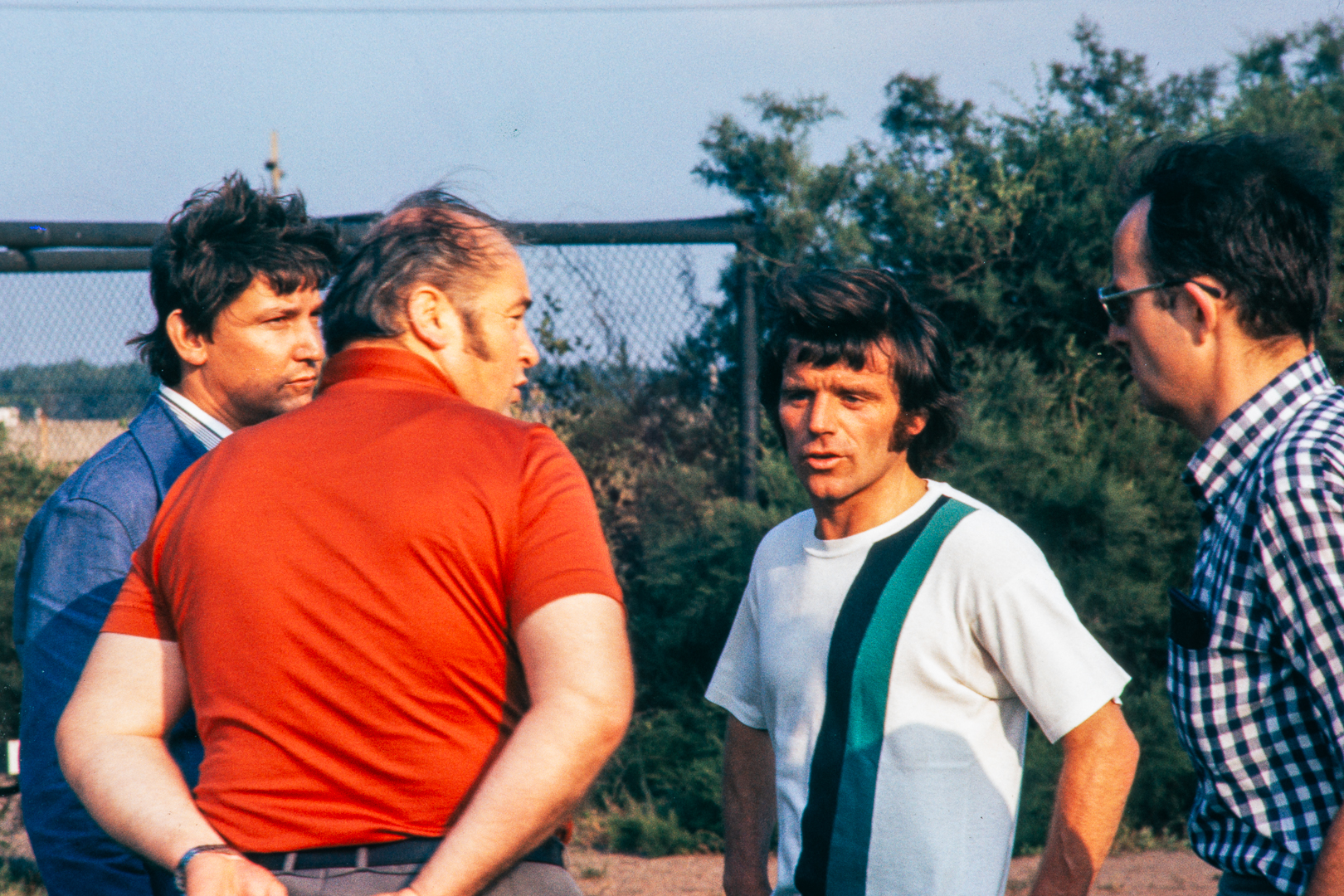
Spielertrainer Dieter Mietz 1974 im Kreise der SSV-Verantwortlichen

- Hans-Jürgen Himmelmann (1972–1973)
- Klaus Wawretschka (1973–1974)
- Dieter Mietz (1974–1976)
- Gerd vom Bruch (1976–1981)

### Spieler
- Bernd Schrage (1974–1979)
- Gerhard Scholtyschik (1975–1977)
- Rainer Laskowsky † (1975–1979)
- Peter Sichmann (1977–1981)

### Ehemalige Hessenauswahlspieler des SSV Dillenburg
- Gerd Deutsch
- Hansi Franz †
- Hans-Jürgen Henn
- Norbert Henrich
- Gerd Köhler
- Bernhard Krämer
- Rainer Laskowsky †
- Peter Sichmann